# Membras
Genre
Le genre Membras regroupe plusieurs espèces de poissons de la famille des Atherinopsidae.

## Liste des espèces
- Membras analis - (Schultz, 1948)
- Membras argentea - (Schultz, 1948)
- Membras dissimilis - (Carvalho, 1956)
- Membras gilberti - (Jordan et Bollman, 1890)
- Membras martinica - (Valenciennes in Cuvier et Valenciennes, 1835)
- Membras vagrans - (Goode et Bean, 1879)